# Liste der Monuments historiques in Roscoff
Die Liste der Monuments historiques in Roscoff führt die Monuments historiques in der französischen Gemeinde Roscoff auf.

## Liste der Bauwerke
| Bezeichnung                     | Beschreibung | Standort                                  | Kennzeichnung | Schutzstatus   | Datum     | Bild           |
| ------------------------------- | ------------ | ----------------------------------------- | ------------- | -------------- | --------- | -------------- |
| Kirche Notre-Dame-de-Croaz-Batz |              | Rue Albert-de-Mun (Lage)                  | PA00090402    | Classé         | 1886      | weitere Bilder |
| Gebäude                         |              | 22, rue de l'Amiral-Réveillère (Lage)     | PA00090405    | Inscrit        | 1975      |                |
| Haus                            |              | 9, rue Amiral-Réveillère (Lage)           | PA29000021    | Inscrit        | 1997      | weitere Bilder |
| Haus                            |              | 2, rue Armand-Rousseau (Lage)             | PA29000023    | Inscrit Classé | 1997 1998 | weitere Bilder |
| Haus                            |              | Passage Louis-Noir 9, rue Gambetta (Lage) | PA29000022    | Inscrit        | 1997      | weitere Bilder |
| Maison Marie Stuart (Haus)      |              | 19, rue de l'Amiral-Réveillère (Lage)     | PA00090404    | Inscrit        | 1974      |                |
| Maison Marie Stuart (Haus)      |              | 25, rue Amiral-Réveillère (Lage)          | PA00090403    | Classé Inscrit | 1914 1930 |                |
| Häuser                          |              | 16/18, rue Albert-de-Mun (Lage)           | PA29000024    | Inscrit        | 1997      | weitere Bilder |

## Liste der Objekte
- Monuments historiques (Objekte) in Roscoff in der Base Palissy des französischen Kultusministeriums